# REFER
REFER, Rede Ferroviária Nacional, EPE fue una empresa pública portuguesa, propietaria y gestora de las infraestructuras ferroviarias portuguesas entre 1997 y 2015. Se trataba de una compañía estatal y fue creada para gestionar la red de ferrocarriles portugueses, anteriormente bajo control de Comboios de Portugal, que pasó a encargarse en exclusiva del transporte en tren.

## Historia
Después de que el decreto gubernamental N.º. 104/97 entrase en vigor, REFER, Rede Ferroviária Nacional, E.P.E., fue legalmente fundada el 29 de abril de 1997 y es responsable de dirigir la infraestructura de la Red de Ferrocarriles Portugueses.
Desapareció en 2015, al fusionarse con Estradas de Portugal, dando lugar a una nueva compañía pública, Infraestruturas de Portugal.

## Red
La red de ferrocarriles portugueses comprende:
- Vía de ancho ibérico (1668 mm): 2603 km, de ellos 1351 km electrificados a 25 kV 50 Hz y 25 km a 1.5kV DC.
- Vía de ancho métrico (1000 mm): 188 km no electrificados.
- La extensión máxima de 3592 km fue alcanzada en 1949, pero a finales de los años 1980 y comienzos de la década de 1990 algunas líneas fueron recortadas y algunas otras fueron totalmente cerradas.